# Diplostomum gobiorum
Diplostomum gobiorum är en plattmaskart. Diplostomum gobiorum ingår i släktet Diplostomum och familjen Diplostomatidae. Inga underarter finns listade i Catalogue of Life.